# Рак губы
Рак губы — злокачественное новообразование, происходящее из клеток покровного эпителия красной каймы губ.

## Заболеваемость
Рак губы составляет около 3 % всех злокачественных опухолей (8-9 место). Рак верхней губы распространён значительно меньше, чем рак нижней губы — он встречается в 2-5 % случаев рака губы, но при этом отличается более агрессивным течением.
Мужчины страдают этим видом рака чаще, чем женщины (более 76 % случаев). Пик заболеваемости приходится на возраст старше 70 лет. Рак губы чаще всего встречается в сельской местности.

## Этиология и патогенез
К причинам возникновения рака губы относятся:
- воздействие солнечного света
- частое воздействие высокой температуры
- частые механические травмы
- курение (особенно трубки), жевание табака
- химические канцерогены: соединения мышьяка, ртути, висмута, антрацит, жидкие смолы, продукты перегонки нефти
- алкоголь
- частое употребления насвая
- вирусные инфекции
- хронические воспалительные процессы

К облигатным предраковым состояниям относят очаговые дискератозы и папилломы, которые проявляются гиперкератозом и лейкоплакией. Значительной склонностью к злокачественному перерождению обладают эритроплакии, диффузные дискератозы, кератоакантомы.
Факультативными предраковыми состояниями являются хейлит, хронические язвы, трещины губы и эрозивные формы плоского лишая.

## Формы злокачественного роста
Рак губы имеет строение плоскоклеточного ороговевающего (95 %) или неороговевающего рака. Плоскоклеточный ороговевающий рак проявляет себя медленным экзофитным ростом, малой инфильтрацией окружающих тканей, редким метастазированием и сравнительно поздним изъязвлением. Для плоскоклеточного неороговевающего рака характерны быстрый эндофитный рост, ранние изъязвление и метастазирование, выраженная инфильтрация окружающих тканей.
Метастазирует рак губы преимущественно лимфогенно в регионарные лимфатические узлы — подбородочные, подчелюстные, в район яремной вены. При I стадии метастазы наблюдаются в 5-8 % случаев, во II — 15-20 %, в III — 35 %, при IV — в 70 % случаев.
Гематогенное метастазирование наблюдается значительно реже — в 2 % случаев, обычно — в лёгкие.
Клинически рак губы делят на 3 формы:
1. Папиллярная
2. Бородавчатая (на почве диффузного продуктивного дискератоза)
3. Язвенная и язвенно-инфильтративная (развивается из эритроплакии) — наиболее злокачественная форма

## Классификация
Согласно TNМ-классификации опухоли определяют:
Первичная опухоль:
- Тх — недостаточно данных для оценки первичной опухоли.
- Т0 — первичная опухоль не определяется.
- Тis — неинвазивный рак (carcinoma in situ).
- Tl — опухоль до 2 см в наибольшем измерении.
- Т2 — опухоль до 4 см в наибольшем измерении.
- ТЗ — опухоль более 4 см в наибольшем измерении.
- Т4а — опухоль прорастает кортикальную пластинку нижней челюсти, глубокие (наружные) мышцы языка, гайморову пазуху, кожу.
- Т4b — опухоль прорастает в крылонёбную ямку, боковую стенку глотки или основание черепа, или затрагивает внутреннюю сонную артерию.

N — регионарные лимфатические узлы.
- Nx — недостаточно данных для оценки состояния регионарных лимфатических узлов.
- N0 — нет признаков метастатического поражения регионарных лимфатических узлов.
- N1 — метастазы в одном лимфатическом узле на стороне поражения до 3 см и менее в наибольшем измерении.
- N2 — метастазы в одном или нескольких лимфатических узлах на стороне поражения до 6 см в наибольшем измерении или мета

стазы в лимфатические узлы шеи с обеих сторон, или с противоположной стороны до 6 см в наибольшем измерении.
- N2a — метастазы в одном лимфатическом узле на стороне поражения до 6 см в наибольшем измерении.
- N2b — метастазы в нескольких лимфатических узлах на стороне поражения до 6 см в наибольшем измерении.
- N2c — метастазы в лимфатических узлах с обеих сторон или с противоположной стороны до 6 см в наибольшем измерении.
- N3 — метастаз в лимфатических узлах более 6 см в наибольшем измерении.

М — отдалённые метастазы.
- Мх — недостаточно данных для определения отдалённых метастазов.
- МО — нет признаков отдалённых метастазов.
- Ml — имеются отдалённые метастазы.

Группировка по стадиям.
- Стадия 0 — Tis.
- Стадия I — T1N0M0.
- Стадия II -T2N0M0.
- Стадия III — T1-2N1M0, T3N0-1M0.
- Стадия IVA — TI-3N2MO.
- Стадия IVb T4b любая NM0, любая Т при N3M0.
- Стадия IVc любая Т, любая N при Ml.

## Клиническая картина
Рак губы всегда возникает на фоне другого заболевания губы и никогда — из здоровой ткани. Иногда рак возникает из лейкоплакии или трещины, иногда — из папилломы или бородавчатой формы дискератоза.
Вначале появляется небольшое уплотнение, выступающее над поверхностью губы. В центре новообразования возникает эрозия или язва с зернистой поверхностью и валикообразным краем. Образование имеет нечёткие границы и постепенно увеличивается в размерах. Опухоль покрыта плёнкой, удаление которой является болезненным. Под плёнкой видны бугристые разрастания.
Опухоль постепенно растёт, разрушая окружающие ткани и значительно инфильтрируясь. К новообразованию присоединяется вторичная инфекция. Инфильтрат распространяется на щёку, подбородок, нижнюю челюсть. Регионарные лимфоузлы вначале плотные, безболезненные и подвижные. По мере роста метастазов лимфоузлы увеличиваются в размерах, прорастают соседние ткани и теряют подвижность. В запущенных стадиях метастазы превращаются в большие распадающиеся инфильтраты.
Постепенно нарушается питание, присоединяется распад тканей, развивается кахексия.

## Диагностика
При диагностике проводят:
- осмотр и пальпацию губы, щеки и дёсен, слизистой оболочки альвеолярных отростков челюстей
- осмотр и пальпация подчелюстной области и шеи с обеих сторон
- рентгенологическое исследование грудной клетки
- УЗИ губы, шеи, органов брюшной полости (по показаниям)
- рентгенографию нижней челюсти, ортопантомографию (по показаниям)
- мазки-отпечатки для цитологического исследования (при изъязвлении) или биопсию зоны поражения
- биопсию лимфатических узлов шеи при их увеличении

Кроме того, необходимо провести дополнительную дифференциальную диагностику, чтобы исключить:
- паракератоз и акантоз
- венерические заболевания (твёрдый шанкр)
- лейкоплакию
- ограниченный гиперкератоз;
- хейлит Манганотти
- папиллому
- кератоакантому
- кожный рог
- эрозивно-язвенную форму системной красной волчанки и красного плоского лишая

## Лечение
Лечение рака губы проводится комбинированным способом и предусматривает излечение как первичного очага, так и зон первичного метастазирования.
- I стадия: хирургический и лучевой метод лечения. При иссечении патологического очага дополнительно проводят операции Ванаха или Крайля. Это проводится для профилактики распространения метастазов. Проводят иссечение губы на 1,5-2 см в обе стороны инфильтрата либо (чаще) — короткофокусную рентгенотерапию (60 Гр) или внутритканевую терапию. Лимфоузлы берут на динамическое наблюдение
- II стадия — рентгенотерапия первичного очага, через 2-3 недели — верхнее фасциально-футлярное иссечение шейной клетчатки
- III стадия — первичный очаг излечивают лучевым методом на гамма-терапевтических установках. В остатки опухоли внедряют иглы с радиоактивным препаратом. Остаточная опухоль убирается резекцией губы. После полной регрессии опухоли делают одномоментно двустороннюю фасциально-футлярную эксцизию. При наличии регионарных метастазов операции предшествует лучевая терапия в СОД 30—40 Гр одновременно с лучевой терапией первичной опухоли. Этим добиваются уменьшения размеров лимфоузлов. При ограничении смещаемости лимфоузлов делают операцию Крайля
- IV стадия — комплексное лечение: неоадъювантная полихимиотерапия, предоперационная дистанционная лучевая или брахитерапия, широкое иссечение опухоли. При этом обязательно облучают регионарные зоны шеи и подчелюстной области в дозе 40—50 Гр с обеих сторон
- IVC стадия — паллиативная химиолучевая терапия

Лечение подчелюстных метастазов проводят операцией Ванаха (удаление подбородочных и подчелюстных лимфатических узлов с подчелюстными слюнными железами с обеих сторон), при многочисленных, ограниченно подвижных или больших размеров метастазах в глубокие яремные или надключичные лимфатические узлы выполняют операцию Крайля (удаление внутренней яремной вены, грудино-ключично-сосцевидной мышцы, добавочного нерва; операцию выполняют с одной или поочерёдно с обеих сторон).
Химиотерапия ввиду малой эффективности широкого применения не нашла. Она используется при лечении отдалённых метастазов. Химиотерапия проводится препаратами платины, фторурацилом, метотрексатом, блеомицином.
Фотодинамическая терапия — лазерное воздействие на опухоль с предварительным введением в неё фотосенсибилизирующего препарата. Используется при ограниченных поверхностных поражениях.
В некоторых случаях в I—III стадиях применяется криогенный метод, при котором можно избежать применения хирургического, лучевого и химиотерапевтического лечения. Его используют также при лечении рецидивов опухоли.

## Прогноз
Прогноз рака нижней губы зависит от стадии заболевания, возраста больного, степени дифференцировки клеток рака, чувствительности опухоли к лучевому воздействию. Полное излечение при раке губы I—II стадий достигает 97-100 %, на III стадии и ограниченных рецидивах — до 67-80 %. При IV стадии и распространенных рецидивах прогноз заметно хуже — 55 %.